# هواوون-وپ
هواوون-وپ (به لاتین: Hwawon-eup) یک منطقهٔ مسکونی در کره جنوبی است که در دئگو واقع شده‌است. هواوون-وپ ۲۷٫۶۸ کیلومتر مربع مساحت و ۵۵٬۶۰۳ نفر جمعیت دارد.